# Аденовирусная инфекция
Аденовирусная инфекция — группа инфекционных заболеваний человека, возбудителем которых являются аденовирусы. Они относятся к группе острых респираторных вирусных инфекций (ОРВИ) и характеризуется поражением слизистых оболочек верхних дыхательных путей, конъюнктив, лимфоидной ткани. Имеет место лихорадка при умеренно выраженных симптомах интоксикации.

## Этиология
Впервые аденовирус (а именно вирус рода Mastadenovirus семейства Adenoviridae) был выделен Robert Huebner и W. Rowe в 1953 году при операции на миндалинах и аденоидах детей.  В настоящее время известно более 40 их разновидностей. Аденовирусы устойчивы ко влиянию внешней среды и к действию органических растворителей.

## Эпидемиология
Источником заражения является больной любой формой аденовирусной инфекции или здоровый вирусоноситель. Существует большая опасность заражения от больных в начале заболевания, т.е. в течение первых двух недель. Однако бывает и так, что вирус продолжает выделяться в последующие 3-4 недели в период выздоровления.
Инфекция передаётся воздушно-капельным и фекально-оральным путём. Наиболее восприимчивы к ней дети в возрасте от 6 месяцев до 5 лет. Дети до 6 месяцев не восприимчивы к инфекции в связи с наличием трансплацентарного иммунитета, т.е. полученного от матери. После перенесённого заболевания возникает типоспецифический иммунитет.
Эпидемические вспышки заболевания регистрируют на протяжении всего года, особенно часто зимой, и в виде спорадических случаев в тёплое время года. Инфицированию способствует тесное общение детей. Часто болеют организованные детские коллективы — волнообразно, в течение 10-12 дней. Для всех типов аденовирусов характерно наличие общего комплемент связывающего антигена.

## Клинические проявления
Инкубационный период от 1 дня до 2 недель. Заболевание начинается остро, с подъёма температуры. Характерным является тетрада симптомов: ринит — фарингит — конъюнктивит — лихорадка.
Также отмечаются симптомы общей интоксикации — слабость, вялость, головная боль, отсутствие аппетита, сонливость. 
Встречаются кишечные проявления в виде болей в животе, тошноты и рвоты. Лабораторная диагностика малоэффективна. В общих анализах крови неспецифические изменения (лимфоцитоз, лейкопения), смывы с носоглотки в практической медицине масштабно не применяются.
Основными осложнениями аденовирусной инфекции являются: вирусная пневмония, энцефалит, отиты, синуситы, поражение почек.

## Патогенез
В организм инфекция попадает через слизистые оболочки верхних дыхательных путей, реже — кишечник либо конъюнктиву. Вирус попадает в эпителиальные клетки и клетки лимфоидной ткани, поражает цитоплазму и ядро, где происходит репликация вирусной ДНК. Поражённые клетки прекращают деление и погибают. Вирусы проникают в другие клетки слизистых оболочек и лимфатических узлов, а также в кровь. Это сопровождается массивным экссудативным воспалением со стороны слизистых, т.е. накоплением в них жидкости. Появляется конъюнктивит. Далее в патологический процесс вовлекаются внутренние органы (лёгкие, бронхи, кишечник, почки, печень, селезёнка), а также головной мозг, мезентериальные лимфоузлы.

## Осложнения
Чаще всего встречаются синуситы, отиты, редко пневмонии. Нередко бывает ларингоспазм у детей раннего возраста.